# Robert Reiß (Fußballspieler)
Robert Reiß (* 4. Juni 1955 in Weißwasser/Oberlausitz) ist ein ehemaliger deutscher Fußballspieler in der Abwehr. Er spielte für die BSG Energie Cottbus in der DDR-Oberliga.

## Karriere
Reiß spielte in seiner Jugend von 1961 bis 1973 bei der BSG Lokomotive Schleife. Anschließend wechselte er zur BSG Energie Cottbus. Erst ein Jahr später kam er in der Saison 1974/75 am 8. September 1974 in der zweitklassigen DDR-Liga beim 1:1-Unentschieden gegen die BSG Aktivist Schwarze Pumpe zum Einsatz. Es folgten in der Saison 20 weitere Einsätze, in denen er vier Tore schoss. Nach dem Aufstieg in die Oberliga wurde er am 6. Spieltag gegen den 1. FC Magdeburg erstmals eingewechselt. Jedoch konnte sich Reiß nicht durchsetzen und absolvierte nur noch vier weitere Partien in der Oberliga. Es folgte der direkte Wiederabstieg. In der Saison 1977/78 kam Reiß auf lediglich drei Spiele. In den folgenden Spielzeiten gehörte er fast immer zur Stammelf. Nach dem Wiederaufstieg 1981 absolvierte er alle 26 Partien und schoss drei Tore. Dennoch konnte der Abstieg nicht verhindert werden. 1984 wechselte Reiß für eine Saison zur BSG Lokomotive Cottbus, bevor er wieder zu Energie Cottbus zurückkehrte. Er absolvierte noch 34 Spiele in der DDR-Liga und 15 in der Oberliga, ehe er 1987 zur BSG Chemie Döbern ging. Dort blieb er als Spielertrainer bis 1998. Anschließend verfolgte Reiß eine Trainerkarriere bei unterklassigen Mannschaften.